# Sidney Lanfield
Sidney Lanfield (Chicago, Estados Unidos, 20 de abril de 1898-Marina del Rey (California), 20 de junio de 1972) fue un director de cine estadounidense, que dirigió principalmente comedias románticas. 
Entre sus películas cabe destacar You'll Never Get Rich (1941) con Fred Astaire o My Favorite Blonde (1942) con Bob Hope. También Sing, Baby, Sing que fue nominada al premio Óscar a la mejor canción original por When Did You Leave Heaven, premio que ganó finalmente la canción The Way You Look Tonight interpretada por Fred Astaire en la película Swing Time.